# Ambulante Versorgungsbrücken
Ambulante Versorgungsbrücken e. V. (bis April 2013 Ambulante Versorgungslücken e. V.) in Bremen ist eine Patienteninitiative zur Unterstützung gesundheitsbezogener Selbsthilfe unter besonderer Berücksichtigung der Selbstbestimmtheit der Ratsuchenden. Der Verein wird bundesweit um Beratung angefragt. Wesentlicher Bestandteil sind die „Wohlfühlanrufe“, Hausbesuche per Telefon.
Der Verein initiierte im Jahr 2009 erfolgreich eine Bundestagspetition mit dem Ziel, die Versorgungslücke während der Genesung daheim nach einem Krankenhausaufenthalt zu schließen, die entstand, weil viele Krankenkassen die Kosten einer Haushaltshilfe nicht übernahmen.
Die Arbeit des Vereins wurde mehrfach ausgezeichnet.

## Entstehung

### Vorgeschichte
Mit den Diagnosebezogenen Fallgruppen (Diagnosis Related Groups, DRG) wurde ab 2004 in den deutschen Krankenhäusern ein pauschales und damit kostensparendes Abrechnungssystem eingeführt, welches die Verweildauer der Krankenhauspatienten stark zurückgehen ließ. „Sie sank von 14 Tagen im Jahr 1991 auf einen neuen Tiefststand von 8,3 Tagen im Jahr 2007.“ In der Folge verlagerte sich die Genesung auf Kurzzeitpflege, Reha oder vielfach nach Hause. Für Menschen letzterer Gruppe mit geringem Einkommen, die auf hauswirtschaftliche Hilfe in der Genesungszeit angewiesen waren, konnte das zum eklatanten Problem werden – es entstand eine sogenannte „Versorgungslücke“.
2008 organisierte die sozial und im Gesundheitswesen engagierte Elsbeth Rütten in Bremen erstmals ein Treffen Interessierter, um sich dieses Themas anzunehmen. 13 Teilnehmer, überwiegend Frauen über 50, tauschten ihre Erfahrungen aus und beschlossen, sich zu engagieren, insbesondere eine Petition an den Deutschen Bundestag einzureichen. Rund 150 Krankenkassen wurden angeschrieben und nach ihren Satzungsleistungen nach der Entlassung aus dem Krankenhaus befragt. Nur neun Krankenkassen antworteten; trotzdem war feststellbar, dass die Krankenkassen sehr unterschiedlich mit der Bereitstellung einer Haushaltshilfe umgingen. Es kam zu ersten Gesprächskontakten mit einzelnen Kassen. Parallel initiierte man über diverse Medienberichte die Kommunikation mit der Bevölkerung und verschaffte dem Thema „Versorgungslücke“ Aufmerksamkeit.
Im November 2008 wurde der ehemalige Bremer Bürgermeister Henning Scherf Schirmherr der Patienteninitiative.
Eine der ersten Veranstaltungen war „Eigenverantwortung haben immer die Anderen“. Rund 150 überwiegend Betroffene besuchten das sehr emotional verlaufende Treffen; viel aufgestaute Verzweiflung und Frustration wurden artikuliert. Zwei Wochen später fand eine weitere Veranstaltung mit dem Thema „Versorgung nach Krankenhausaufenthalt sicher stellen“ mit etwa 80 bis 100 Teilnehmern statt, diesmal überwiegend Repräsentanten der verschiedenen Krankenkassen, Krankenhäuser, Patientenberatungsstellen und Sozialdienste.

### Gründung des Vereins
Im August 2009 gründete sich der gemeinnützige Verein Ambulante Versorgungslücke e.V. (nachfolgend kurz AVl) in Bremen. Erste Mitglieder waren die Initiatorin und Petentin Elsbeth Rütten und ihre Mitstreiter aus der Patienteninitiative. Die ersten Mitglieder im Aufsichtsrat waren Christine Huth-Hildebrandt (Hochschule Frankfurt), Hans-Georg Guese (Mediconsult GmbH, EDV-Lösungen im Gesundheitswesen) und Frauke Horstmann (Pflegewissenschaftlerin).
In den kommenden Monaten gelang es dem Verein, zunehmend Unterstützer zu gewinnen, u. a. Gerd Glaeske (Mitglied des Sachverständigenrates zur Begutachtung der Entwicklung im Gesundheitswesen), Winfried Brumma (SPD-Fraktion der Bremischen Bürgerschaft) und Hermann Schulte-Sasse (damals Staatsrat und später Gesundheitssenator). Des Weiteren gelang es dem Verein, weit über Bremens Grenzen hinaus die Öffentlichkeit zu interessieren und auf die Problematik aufmerksam zu machen.
In Folge starteten ein „Runder Tisch“ aus Vertretern der Krankenkassen und der AVl sowie eine Fachtagung „Ambulante Versorgungslücke – Vom Krankenhaus in die Hilflosigkeit?“ in der Bremischen Bürgerschaft.
Im Mai 2010 eröffnete die AVl eine unabhängige Kontakt- und Beratungsstelle in Bremen. Humboldtstr. 126.

## Petition

### Einreichung und Beschluss des Petitionsausschusses
2009 wurde die öffentliche Petition 3694 „Häusliche Krankenpflege – Ambulante Nachsorge“ an den Deutschen Bundestag eingereicht. Sie strebte folgende Neuregelung im Sozialgesetzbuch an: „Der Deutsche Bundestag möge beschließen, § 37, Absatz 1 SGB V folgendermaßen neu zu regeln: Versicherte erhalten (…) neben der ärztlichen Behandlung häusliche Krankenpflege durch geeignete Pflege- und hauswirtschaftliche Kräfte, (…), nach einem Krankenhausaufenthalt, nach Operationen und ambulanten Therapien, wenn der individuelle Heilungs- und Genesungsverlauf dies erfordern (…).“
2010 teilte der Deutsche Bundestag das Ergebnis seiner abschließenden Beratung und seinen Beschluss mit: die Petition a) der Bundesregierung – dem Bundesministerium für Gesundheit – das Material zu überweisen und b) den Fraktionen des Deutschen Bundestages zur Kenntnis zu geben. Die Petition war von 1.832 Mitzeichnern und zusätzlich über 20.000 Bürger mit ihrer Unterschrift unterstützt worden.
Im September 2010 kam es im Deutschen Bundestag zur Vorlage der Bundestagsdrucksache der Bundestagsfraktion von Bündnis 90/Die Grünen „Versorgungslücke nach Krankenhausaufenthalt und ambulanter medizinischer Behandlung schließen“ mit insbesondere der Forderung an die Bundesregierung im Sinne der Petition, „einen Gesetzentwurf zur Änderung des SGB V vorzulegen, so dass Patienten nach einem Krankenhausaufenthalt oder nach einer ambulanten medizinischen Behandlung bei Bedarf einen Anspruch auf Behandlungs-, Grundpflege und/oder hauswirtschaftliche Versorgung erhalten“.

### Anhörung und Gesetzesänderung
2011 folgte eine öffentliche Anhörung „Versorgungslücke nach Krankenhausaufenthalt und ambulanter medizinischer Behandlung schließen“ im Gesundheitsausschuss des Deutschen Bundestages, anlässlich der Drucksache 17/2924, die die Bundestagsfraktion von Bündnis 90/Die Grünen eingereicht hatten.
Der Experte Gerd Glaeske vom Zentrum für Sozialpolitik in Bremen äußerte in einer schriftlichen Stellungnahme Zweifel daran, ob die Änderung des § 37 SGB V überhaupt geeignet sei, „die ohne Zweifel bestehende Versorgungslücke“ zu schließen, und fragte, ob nicht vielmehr die Änderung des § 38 SGB V zum Thema „Haushaltshilfe“ diskutiert werden müsse, wo inzwischen auch der Verein Ambulante Versorgungslücken ansetzte. Der Verein wurde durch Elsbeth Rütten und Claudia Klöhn vertreten und angehört.
Im Januar 2012 wurde der vom Verein AVl in seiner Stellungnahme unterstützte Änderungsvorschlag, im § 38 Abs. 2 SGB V Satz 1 das Wort „kann“ in „soll“ zu ändern, umgesetzt. Nachdem am 16. Dezember 2011 der Bundesrat zustimmte, wurde das Gesetz geändert: „Die Satzung soll bestimmen, dass die Krankenkasse in anderen als den in Absatz 1 genannten Fällen Haushaltshilfe erbringt, wenn Versicherten wegen Krankheit die Weiterführung des Haushalts nicht möglich ist. Sie kann dabei von Absatz 1 Satz 2 abweichen sowie Umfang und Dauer der Leistung bestimmen.“
Damit war das Ziel der Petition des Vereins erreicht: Die Satzungen der Krankenkassen sollen fortan bestimmen, dass in anderen als den in Absatz 1 genannten Fällen Haushaltshilfe erbracht wird, wenn Versicherten wegen Krankheit die Weiterführung des Haushalts nicht möglich ist.

## Ziele und Arbeitsweise
Der Verein Ambulante Versorgungsbrücken e.V. leistet einen Beitrag zur gesundheitsbezogenen Selbsthilfe für Erwachsene aller Altersgruppen, insbesondere der Generation 50plus. Die Zielgruppe soll befähigt werden, ihren Alters- und Genesungsprozesse aktiv, selbstbestimmt und ressourcenorientiert zu gestalten. Der Verein arbeitet mit anderen Selbsthilfegruppen, Verbänden, gesundheitspolitischen Organen und Organisationen zusammen.

### Zielgruppe
Die Kontakt- und Beratungsstelle der Ambulanten Versorgungsbrücken steht allen Menschen mit Fragen zur Gesundheit offen – und zwar unabhängig von der Erkrankung. Zielgruppe sind Betroffene, überwiegend Menschen aus der Generation 50plus und deren Angehörige.

### Ziele
Auszug aus der Satzung:

„§ 2. 2. Zweck des Vereins ist die Förderung, Unterstützung und Entwicklung von Maßnahmen auf dem Gebiet der Gesundheitspflege, sowie die Unterstützung von Selbsthilfe und Hilfsgruppen in den Bereichen Gesundheit, Alter und generationsübergreifender Tätigkeit.
§ 2.3. Der Verein unterstützt und entwickelt Hilfe zur Selbsthilfe bei sozialen Gesundheitsfragen, besonders in der ambulanten Vor- und Nachsorge. Der Verein ist im Bereich der gesundheits- und sozialpolitischen Alten- und generationsübergreifenden Arbeit tätig.“

### Methoden
Der Verein arbeitet mit Methoden der Gesundheitsförderung und Prävention. Er fühlt sich der Ottawa-Charta und ihrem Verständnis von Gesundheit verpflichtet. Im Mittelpunkt steht die Handlungsstrategie des „Befähigen und ermöglichen“: Diese Handlungsstrategie zielt darauf ab, die Menschen zu befähigen ihr „(…) größtmöglichstes Gesundheitspotential zu verwirklichen“. Zum anderen tritt der Verein für die gesundheitsrelevanten Interessen ein und versucht beispielsweise politische Faktoren zu beeinflussen. Auch die Strategie des „Vermitteln und Vernetzen“ wird bei der Arbeit berücksichtigt. Eine Vielzahl von Kooperationen mit anderen „(…) Akteuren innerhalb und außerhalb des Gesundheitswesens (…)“ machen dies möglich. Es wird intergenerativ, inklusiv und interkulturell gearbeitet – im Verständnis einer Gesellschaft des längeren Lebens.

## Arbeitsbereiche
Der Verein bietet zahlreiche Unterstützungsangebote an:

### Beratung/Hilfe zur Selbsthilfe
Der Verein bietet eine unabhängige Beratung an mit dem Ziel das selbstbestimmte Leben, vorzugsweise in den eigenen vier Wänden, langfristig zu sichern. Durch kompetente Informationen werden Anleitungen gegeben und/oder Hilfe zur Selbsthilfe vermittelt. Hierbei wird auf der einen Seite nach der Handlungsstrategie der Gesundheitsförderung, Befähigung und Ermöglichung, auf der anderen Seite nach der Handlungsstrategie Vermitteln und Vernetzen gearbeitet. Zahlreiche Vernetzungen mit anderen Akteuren im Gesundheitswesen und Kooperationen machen dies möglich.
Ein weiterer inhaltlicher Fokus richtet sich auf die qualifizierte Vorbereitung auf einen Krankenhausaufenthalt und die anschließende Genesung. Durch die verkürzten Liegezeiten ist der Genesungsprozess ein Bereich, mit dem Menschen sich vorab beschäftigen sollten.

### Vortragsarbeit
Der Verein bietet Vorträge zu unterschiedlichen gesundheitsrelevanten Themen an. Das Volumen beträgt zwischen 50 und 80 Vorträge pro Jahr.

### „Wohlfühlanrufe“
Die „Wohlfühlanrufe“ sind als Hausbesuche per Telefon zu verstehen. Die Gespräche mit ehrenamtlich Engagierten dienen der Begegnung, der Entlastung und als Freude im Alltag. Im Mittelpunkt steht das empathische Zuhören seitens der geschulten Anruferinnen. Die älteren Menschen werden von Ehrenamtlichen in Zeitintervallen, je nach Absprache, kontaktiert. Die Anrufe gehen in fast alle Bundesländer.

### Dialog der Generationen
Unter dem Motto „Generation Zukunft – Generationen verbinden“ bringt der Verein Ambulante Versorgungsbrücken Alt und Jung zusammen. Ziel ist es die Verständigung zwischen Jungen und Älteren zu fördern. Hier ist der Verein mit unterschiedlichen Projekten aktiv wie beispielsweise beim „Spaziergang der Generationen“.

### Leitfaden „Gut vorbereitet – aktiv gesund“
Der Leitfaden „Gut vorbereitet – aktiv gesund“ zur Vorbereitung von Krankenhausaufenthalt und Genesung bietet auf 24 DIN A 4-Seiten Informationen und Anregungen. Das Heft bietet Orientierung und ist bundesweit einsetzbar.

## Aufbau der Organisation

### Rechtsform und Organe
Die Organisation ist gemeinnützig und arbeitet nicht gewinnorientiert.
Der Aufsichtsrat besteht aus Hans Georg Güse, Marie-Luise Dierks (Mitbegründerin und Leiterin der Patientenuniversität der Medizinischen Hochschule Hannover) und Johanne Pundt (Apollon Hochschule der Gesundheitswirtschaft Bremen). Der Aufsichtsrat arbeitet ehrenamtlich.
Ehrenamtliche Vereinsvorsitzende ab der Gründung bis zu ihrem Tod im Mai 2020 war Elsbeth Rütten; die Geschäftsführung hatte sie als 450-Euro-Job inne. Vorständin ist jetzt Ricarda Möller.

### Mitglieder
Der Verein hat 186 Mitglieder (Stand 2014). Mitglied kann jede natürliche und juristische Person werden.

### Mitarbeiter
Neben der Geschäftsführung stehen dem Verein eine Mitarbeiterin mit 20 Wochenstunden, eine freiwillige Person mit 20 Wochenstunden (Bundesfreiwilligendienst) und 32 Ehrenamtliche zur Verfügung.

### Mitgliedschaften
- Der Paritätische
- Stiftungshaus Bremen

## Finanzierung
Die finanziellen Mittel bezieht der Verein aus Spenden, Zuschüssen, Mitgliedsbeiträgen, Aufwandsentschädigungen und durch Projektförderungen. Der Verein erhält keine Förderung nach § 20c SGB V durch die Krankenkassen.

## Partner und Unterstützer

### Partner
- Unfallkasse Bremen
- ZukunftsWerkstatt Gesundheit und Pflege Landkreis Diepholz
- seniorenlotse.bremen.de
- Landessportbund Bremen
- Paracelsus-Klinik Bremen
- Wege aus der Einsamkeit e. V.
- Aktive Menschen Bremen e. V.
- Seniorenbeirat Laatzen
- Bremische Bau- und Siedlungsgesellschaft m.b.H. (Brebau)
- Seniorenbüro Stadt Karlsruhe

### Unterstützer
- Henning Scherf, Bremer Bürgermeister i. R. (Schirmherr)
- Gerd Glaeske, Zentrum für Sozialpolitik (ZeS), Universität Bremen
- Ulrike Hauffe, Leiterin Bremische Zentralstelle für die Verwirklichung der Gleichberechtigung der Frau
- Annelie Keil, Universität Bremen – Patin Wohlfühlanrufe
- Willi Lemke, Sonderberater des UN-Generalsekretärs für Sport im Dienste von Frieden und Entwicklung
- Klaus Pierwoß, Intendant i. R. des Theaters am Goetheplatz in Bremen
- Gabriela Maria Schmeide, Schauspielerin
- Elisabeth Scharfenberg, Politikerin (Bündnis 90/Die Grünen)

## Auszeichnungen und Preise
- 2012: 2. Platz Projekt „Stadtteilpläne für ältere Menschen“ (Netzwerkprojekt)[28]
- 2013: 1. Platz „Zuhause hat Zukunft“ für die „Wohlfühlanrufe“. Bundesweiter Wettbewerb Zuhause hat Zukunft 2013[29]
- 2013: Bremer Bürgerpreis 2013 (Elsbeth Rütten, Initiatorin)[30]
- 2014: Ehrung Vitalpokal Niedersachsen Bremen für die „Wohlfühlanrufe“
- 2014: Ehrung – Die 8 Besten im Nordwesten für die „Wohlfühlanrufe“[31]